# Giro d’Italia 2008
Giro d’Italia 2008 – 91. edycja wyścigu kolarskiego Giro d’Italia, która odbyła się w dniach od 10 maja do 1 czerwca 2008 na liczącej 3407 kilometrów trasie składającej się z 21 etapów, biegnącej z Palermo do Mediolanu.

## Etapy

### Etap 1 – 10.05:Palermo-Palermo, 28,5 km (TTT)
|   | Drużyna                              | Kraj              | Czas    |
| - | ------------------------------------ | ----------------- | ------- |
| 1 | Slipstream Chipotle Presented By H30 | Stany Zjednoczone | 26' 32" |
| 2 | Team CSC                             | Dania             | + 6"    |
| 3 | Team High Road                       | Stany Zjednoczone | + 6"    |

|   | Nazwisko              | Kraj              | Drużyna         | Czas         |
| - | --------------------- | ----------------- | --------------- | ------------ |
| 1 | Christian Vande Velde | Stany Zjednoczone | Team Slipstream | 26' 32"      |
| 2 | David Zabriskie       | Stany Zjednoczone | Team Slipstream | ten sam czas |
| 3 | Ryder Hesjedal        | Kanada            | Team Slipstream | ten sam czas |

### Etap 2 – 11.05:Cefalù-Agrigento, 207 km
|   | Nazwisko        | Kraj   | Drużyna               | Czas         |
| - | --------------- | ------ | --------------------- | ------------ |
| 1 | Riccardo Riccò  | Włochy | Saunier Duval - Scott | 5 h 48' 35"  |
| 2 | Danilo Di Luca  | Włochy | LPR Brakes            | ten sam czas |
| 3 | Davide Rebellin | Włochy | Team Gerolsteiner     | ten sam czas |

|   | Nazwisko              | Kraj              | Drużyna         | Czas        |
| - | --------------------- | ----------------- | --------------- | ----------- |
| 1 | Franco Pellizotti     | Włochy            | Liquigas        | 6 h 15' 16" |
| 2 | Christian Vande Velde | Stany Zjednoczone | Team Slipstream | + 1"        |
| 3 | Chris Sørensen        | Dania             | Team CSC        | + 7"        |

### Etap 3 – 12.05:Katania-Milazzo, 208 km
|   | Nazwisko        | Kraj   | Drużyna               | Czas         |
| - | --------------- | ------ | --------------------- | ------------ |
| 1 | Daniele Bennati | Włochy | Liquigas              | 5 h 37' 01"  |
| 2 | Erik Zabel      | Niemcy | Team Milram           | ten sam czas |
| 3 | Danilo Hondo    | Niemcy | Diquigiovanni-Androni | ten sam czas |

|   | Nazwisko              | Kraj              | Drużyna         | Czas         |
| - | --------------------- | ----------------- | --------------- | ------------ |
| 1 | Franco Pellizotti     | Włochy            | Liquigas        | 11 h 52' 17" |
| 2 | Christian Vande Velde | Stany Zjednoczone | Team Slipstream | + 1"         |
| 3 | Danilo Di Luca        | Włochy            | LPR Brakes      | + 7"         |

### Etap 4 – 13.05:Pizzo-Catanzaro, 197 km
|   | Nazwisko        | Kraj            | Drużyna           | Czas         |
| - | --------------- | --------------- | ----------------- | ------------ |
| 1 | Mark Cavendish  | Wielka Brytania | Team High Road    | 4 h 49' 09"  |
| 2 | Robert Förster  | Niemcy          | Team Gerolsteiner | ten sam czas |
| 3 | Daniele Bennati | Włochy          | Liquigas          | ten sam czas |

|   | Nazwisko              | Kraj              | Drużyna         | Czas         |
| - | --------------------- | ----------------- | --------------- | ------------ |
| 1 | Franco Pellizotti     | Włochy            | Liquigas        | 16 h 41' 26" |
| 2 | Christian Vande Velde | Stany Zjednoczone | Team Slipstream | + 1"         |
| 3 | Danilo Di Luca        | Włochy            | LPR Brakes      | + 7"         |

### Etap 5 – 14.05:Belvedere Marittimo-Contursi Terme, 170 km
|   | Nazwisko            | Kraj     | Drużyna                | Czas        |
| - | ------------------- | -------- | ---------------------- | ----------- |
| 1 | Pawieł Brutt        | Rosja    | Tinkoff Credit Systems | 5 h 04' 52" |
| 2 | Johannes Fröhlinger | Niemcy   | Team Gerolsteiner      | + 4"        |
| 3 | Luis Felipe Laverde | Kolumbia | CSF Group Navigare     | + 10"       |

|   | Nazwisko              | Kraj              | Drużyna         | Czas         |
| - | --------------------- | ----------------- | --------------- | ------------ |
| 1 | Franco Pellizotti     | Włochy            | Liquigas        | 16 h 41' 26" |
| 2 | Christian Vande Velde | Stany Zjednoczone | Team Slipstream | + 1"         |
| 3 | Danilo Di Luca        | Włochy            | LPR Brakes      | + 7"         |

### Etap 6 – 15.05:Potenza-Peschici, 247 km
|   | Nazwisko          | Kraj      | Drużyna                | Czas        |
| - | ----------------- | --------- | ---------------------- | ----------- |
| 1 | Matteo Priamo     | Włochy    | CSF Group-Navigare     | 5 h 24' 49" |
| 2 | Alan Pérez Lezaun | Hiszpania | Euskaltel-Euskadi      | + 8"        |
| 3 | Nikołaj Trusow    | Rosja     | Tinkoff Credit Systems | + 27"       |

|   | Nazwisko          | Kraj   | Drużyna               | Czas         |
| - | ----------------- | ------ | --------------------- | ------------ |
| 1 | Giovanni Visconti | Włochy | Quick Step            | 27 h 14' 04" |
| 2 | Matthias Russ     | Niemcy | Team Gerolsteiner     | ten sam czas |
| 3 | Daniele Nardello  | Włochy | Diquigiovanni-Androni | +1' 22"      |

### Etap 7 – 16.05:Vasto-Pescocostanzo, 197 km
|   | Nazwisko         | Kraj     | Drużyna                | Czas        |
| - | ---------------- | -------- | ---------------------- | ----------- |
| 1 | Gabriele Bosisio | Włochy   | LPR Brakes-Ballan      | 4 h 45' 05" |
| 2 | Wasil Kiryjenka  | Białoruś | Tinkoff Credit Systems | + 46"       |
| 3 | Emanuele Sella   | Włochy   | CSF Group-Navigare     | +1' 02"     |

|   | Nazwisko          | Kraj   | Drużyna           | Czas         |
| - | ----------------- | ------ | ----------------- | ------------ |
| 1 | Giovanni Visconti | Włochy | Quick Step        | 32 h 03' 01" |
| 2 | Matthias Russ     | Niemcy | Team Gerolsteiner | + 9"         |
| 3 | Gabriele Bosisio  | Włochy | LPR Brakes-Ballan | +5' 43"      |

### Etap 8 – 17.05:Rivisondoli-Tivoli, 200 km
|   | Nazwisko        | Kraj   | Drużyna             | Czas         |
| - | --------------- | ------ | ------------------- | ------------ |
| 1 | Riccardo Riccò  | Włochy | Saunier Duval-Scott | 4 h 41' 05"  |
| 2 | Paolo Bettini   | Włochy | Quick Step          | ten sam czas |
| 3 | Davide Rebellin | Włochy | Team Gerolsteiner   | ten sam czas |

|   | Nazwisko          | Kraj   | Drużyna           | Czas         |
| - | ----------------- | ------ | ----------------- | ------------ |
| 1 | Giovanni Visconti | Włochy | Quick Step        | 36 h 44' 06" |
| 2 | Matthias Russ     | Niemcy | Team Gerolsteiner | + 34"        |
| 3 | Gabriele Bosisio  | Włochy | LPR Brakes-Ballan | +5' 53"      |

### Etap 9 – 18.05:Civitavecchia-San Vincenzo, 194 km
|   | Nazwisko        | Kraj      | Drużyna       | Czas         |
| - | --------------- | --------- | ------------- | ------------ |
| 1 | Daniele Bennati | Włochy    | Liquigas      | 5 h 30' 06"  |
| 2 | Paolo Bettini   | Włochy    | Quick Step    | ten sam czas |
| 3 | Robbie McEwen   | Australia | Silence-Lotto | ten sam czas |

|   | Nazwisko          | Kraj   | Drużyna           | Czas         |
| - | ----------------- | ------ | ----------------- | ------------ |
| 1 | Giovanni Visconti | Włochy | Quick Step        | 42 h 14' 16" |
| 2 | Matthias Russ     | Niemcy | Team Gerolsteiner | + 34"        |
| 3 | Gabriele Bosisio  | Włochy | LPR Brakes-Ballan | +5' 53"      |

### Etap 10 – 20.05:Pesaro-Urbino, 36 km (ITT)
|   | Nazwisko         | Kraj      | Drużyna     | Czas    |
| - | ---------------- | --------- | ----------- | ------- |
| 1 | Marzio Bruseghin | Włochy    | Lampre      | 56' 41" |
| 2 | Alberto Contador | Hiszpania | Team Astana | + 8"    |
| 3 | Andreas Klöden   | Niemcy    | Team Astana | + 20"   |

|   | Nazwisko          | Kraj   | Drużyna           | Czas         |
| - | ----------------- | ------ | ----------------- | ------------ |
| 1 | Giovanni Visconti | Włochy | Quick Step        | 43 h 12' 02" |
| 2 | Matthias Russ     | Niemcy | Team Gerolsteiner | + 3' 31"     |
| 3 | Gabriele Bosisio  | Włochy | LPR Brakes-Ballan | +5' 50"      |

### Etap 11 – 21.05:Urbania-Cesena, 193 km
|   | Nazwisko             | Kraj      | Drużyna                   | Czas         |
| - | -------------------- | --------- | ------------------------- | ------------ |
| 1 | Alessandro Bertolini | Włochy    | PVC Diquigiovanni-Androni | 5 h 44' 22"  |
| 2 | Pablo Lastras        | Hiszpania | Caisse d’Épargne          | + 5"         |
| 3 | Fortunato Baliani    | Włochy    | CSF Group-Navigare        | ten sam czas |

|   | Nazwisko          | Kraj      | Drużyna     | Czas         |
| - | ----------------- | --------- | ----------- | ------------ |
| 1 | Giovanni Visconti | Włochy    | Quick Step  | 49 h 00' 17" |
| 2 | Gabriele Bosisio  | Włochy    | LPR Brakes  | + 5' 50"     |
| 3 | Alberto Contador  | Hiszpania | Team Astana | + 6' 59"     |

### Etap 12 – 22.05:Forlì-Carpi, 171 km
|   | Nazwisko        | Kraj            | Drużyna        | Czas         |
| - | --------------- | --------------- | -------------- | ------------ |
| 1 | Daniele Bennati | Włochy          | Liquigas       | 4 h 05' 29"  |
| 2 | Mark Cavendish  | Wielka Brytania | Team High Road | ten sam czas |
| 3 | Robbie McEwen   | Australia       | Silence-Lotto  | ten sam czas |

|   | Nazwisko          | Kraj      | Drużyna     | Czas         |
| - | ----------------- | --------- | ----------- | ------------ |
| 1 | Giovanni Visconti | Włochy    | Quick Step  | 49 h 00' 17" |
| 2 | Gabriele Bosisio  | Włochy    | LPR Brakes  | + 5' 50"     |
| 3 | Alberto Contador  | Hiszpania | Team Astana | + 6' 59"     |

### Etap 13 – 23.05:Modena-Cittadella, 192 km
|   | Nazwisko        | Kraj            | Drużyna           | Czas         |
| - | --------------- | --------------- | ----------------- | ------------ |
| 1 | Mark Cavendish  | Wielka Brytania | Team High Road    | 4 h 11' 07"  |
| 2 | Daniele Bennati | Włochy          | Liquigas          | ten sam czas |
| 3 | Koldo Fernández | Hiszpania       | Euskaltel-Euskadi | ten sam czas |

|   | Nazwisko          | Kraj      | Drużyna     | Czas         |
| - | ----------------- | --------- | ----------- | ------------ |
| 1 | Giovanni Visconti | Włochy    | Quick Step  | 57 h 17' 06" |
| 2 | Gabriele Bosisio  | Włochy    | LPR Brakes  | + 5' 50"     |
| 3 | Alberto Contador  | Hiszpania | Team Astana | + 6' 59"     |

### Etap 14 – 24.05:Werona-Alpe di Pampeago, 195 km
|   | Nazwisko          | Kraj      | Drużyna                | Czas        |
| - | ----------------- | --------- | ---------------------- | ----------- |
| 1 | Emanuele Sella    | Włochy    | CSF Group-Navigare     | 5 h 37' 15" |
| 2 | Wasil Kiryjenka   | Białoruś  | Tinkoff Credit Systems | + 4' 38"    |
| 3 | Joaquim Rodríguez | Hiszpania | Caisse d’Épargne       | + 5' 08"    |

|   | Nazwisko         | Kraj      | Drużyna     | Czas         |
| - | ---------------- | --------- | ----------- | ------------ |
| 1 | Gabriele Bosisio | Włochy    | LPR Brakes  | 63 h 10' 47" |
| 2 | Alberto Contador | Hiszpania | Team Astana | + 5"         |
| 3 | Marzio Bruseghin | Włochy    | Lampre      | + 28"        |

### Etap 15 – 25.05:Arabba-Passo Fedaia/Marmolada, 153 km
|   | Nazwisko           | Kraj   | Drużyna             | Czas        |
| - | ------------------ | ------ | ------------------- | ----------- |
| 1 | Emanuele Sella     | Włochy | CSF Group-Navigare  | 4 h 53' 24" |
| 2 | Domenico Pozzovivo | Włochy | CSF Group-Navigare  | + 2' 05"    |
| 3 | Riccardo Riccò     | Włochy | Saunier Duval-Scott | + 2' 11"    |

|   | Nazwisko         | Kraj      | Drużyna             | Czas         |
| - | ---------------- | --------- | ------------------- | ------------ |
| 1 | Alberto Contador | Hiszpania | Team Astana         | 68 h 06' 43" |
| 2 | Riccardo Riccò   | Włochy    | Saunier Duval-Scott | + 33"        |
| 3 | Danilo Di Luca   | Włochy    | LPR Brakes          | + 55"        |

### Etap 16 – 26.05:Marebbe-Plan de Corones, 12,85 km (ITT)
|   | Nazwisko          | Kraj   | Drużyna               | Czas    |
| - | ----------------- | ------ | --------------------- | ------- |
| 1 | Franco Pellizotti | Włochy | Liquigas              | 40' 26" |
| 2 | Emanuele Sella    | Włochy | CSF Group-Navigare    | + 6"    |
| 3 | Gilberto Simoni   | Włochy | Diquigiovanni-Androni | + 17"   |

|   | Nazwisko         | Kraj      | Drużyna               | Czas         |
| - | ---------------- | --------- | --------------------- | ------------ |
| 1 | Alberto Contador | Hiszpania | Team Astana           | 68 h 47' 31" |
| 2 | Riccardo Riccò   | Włochy    | Saunier Duval-Scott   | + 41"        |
| 3 | Gilberto Simoni  | Włochy    | Diquigiovanni-Androni | + 1' 21"     |

### Etap 17 – 28.05:Sondrio-Locarno, 192 km
|   | Nazwisko        | Kraj            | Drużyna        | Czas         |
| - | --------------- | --------------- | -------------- | ------------ |
| 1 | André Greipel   | Niemcy          | Team High Road | 3 h 27' 05"  |
| 2 | Mark Cavendish  | Wielka Brytania | Team High Road | ten sam czas |
| 3 | Daniele Bennati | Włochy          | Liquigas       | ten sam czas |

|   | Nazwisko         | Kraj      | Drużyna               | Czas         |
| - | ---------------- | --------- | --------------------- | ------------ |
| 1 | Alberto Contador | Hiszpania | Team Astana           | 72 h 14' 40" |
| 2 | Riccardo Riccò   | Włochy    | Saunier Duval-Scott   | + 41"        |
| 3 | Gilberto Simoni  | Włochy    | Diquigiovanni-Androni | +1' 21"      |

### Etap 18 – 29.05:Mendrisio-Varese, 147 km
|   | Nazwisko          | Kraj   | Drużyna          | Czas         |
| - | ----------------- | ------ | ---------------- | ------------ |
| 1 | Jens Voigt        | Niemcy | Team CSC         | 3 h 22' 46"  |
| 2 | Giovanni Visconti | Włochy | Quick Step       | + 1' 07"     |
| 3 | Rinaldo Nocentini | Włochy | Ag2r-La Mondiale | ten sam czas |

|   | Nazwisko         | Kraj      | Drużyna               | Czas         |
| - | ---------------- | --------- | --------------------- | ------------ |
| 1 | Alberto Contador | Hiszpania | Team Astana           | 75 h 45' 17" |
| 2 | Riccardo Riccò   | Włochy    | Saunier Duval-Scott   | + 41"        |
| 3 | Gilberto Simoni  | Włochy    | Diquigiovanni-Androni | + 1' 21"     |

### Etap 19 – 30.05:Legnano-Presolana/Monte Pora, 228 km
|   | Nazwisko           | Kraj     | Drużyna                | Czas        |
| - | ------------------ | -------- | ---------------------- | ----------- |
| 1 | Wasil Kiryjenka    | Białoruś | Tinkoff Credit Systems | 6 h 37' 32" |
| 2 | Danilo Di Luca     | Włochy   | LPR Brakes-Ballan      | + 4' 36"    |
| 3 | Aleksandr Jefimkin | Rosja    | Quick Step             | + 4' 43"    |

|   | Nazwisko         | Kraj      | Drużyna             | Czas         |
| - | ---------------- | --------- | ------------------- | ------------ |
| 1 | Alberto Contador | Hiszpania | Team Astana         | 82 h 29' 10" |
| 2 | Riccardo Riccò   | Włochy    | Saunier Duval-Scott | + 4"         |
| 3 | Danilo Di Luca   | Włochy    | LPR Brakes-Ballan   | + 21"        |

### Etap 20 – 31.05:Rovetta-Tirano, 224 km
|   | Nazwisko          | Kraj      | Drużyna               | Czas        |
| - | ----------------- | --------- | --------------------- | ----------- |
| 1 | Emanuele Sella    | Włochy    | CSF Group-Navigare    | 6 h 52' 45" |
| 2 | Gilberto Simoni   | Włochy    | Diquigiovanni-Androni | + 1' 04"    |
| 3 | Joaquim Rodríguez | Hiszpania | Caisse d’Épargne      | + 1' 22"    |

|   | Nazwisko         | Kraj      | Drużyna             | Czas         |
| - | ---------------- | --------- | ------------------- | ------------ |
| 1 | Alberto Contador | Hiszpania | Team Astana         | 89 h 23' 25" |
| 2 | Riccardo Riccò   | Włochy    | Saunier Duval-Scott | + 4"         |
| 3 | Marzio Bruseghin | Włochy    | Lampre              | + 2' 00"     |

### Etap 21 – 01.06:Cesano Maderno-Mediolan, 23,5 km (ITT)
|   | Nazwisko         | Kraj   | Drużyna                | Czas    |
| - | ---------------- | ------ | ---------------------- | ------- |
| 1 | Marco Pinotti    | Włochy | Team High Road         | 32' 45" |
| 2 | Tony Martin      | Niemcy | Team High Road         | + 7"    |
| 3 | Michaił Ignatjew | Rosja  | Tinkoff Credit Systems | + 10"   |

|   | Nazwisko         | Kraj      | Drużyna             | Czas         |
| - | ---------------- | --------- | ------------------- | ------------ |
| 1 | Alberto Contador | Hiszpania | Team Astana         | 89 h 56' 49" |
| 2 | Riccardo Ricco   | Włochy    | Saunier Duval-Scott | + 1' 57"     |
| 3 | Marzio Bruseghin | Włochy    | Lampre              | + 2' 54"     |

## Posiadacze koszulek po poszczególnych etapach
| Etap (zwycięzca)                | Generalna Maglia rosa | Górska Maglia verde | Punktowa Maglia ciclamino | Azzurri d’Italia Maglia azzurra | Młodzieżowa Maglia bianca | Trofeo Fast Team   | Trofeo Super Team |
| ------------------------------- | --------------------- | ------------------- | ------------------------- | ------------------------------- | ------------------------- | ------------------ | ----------------- |
| Etap 1 TTT (Team Slipstream)    | Christian Vande Velde |                     |                           |                                 | Chris Sørensen            | Slipstream         |                   |
| Etap 2 (Riccardo Riccò)         | Franco Pellizotti     | Emanuele Sella      | Riccardo Riccò            | Riccardo Riccò                  | Chris Sørensen            | Liquigas           | LPR Brakes-Ballan |
| Etap 3 (Daniele Bennati)        | Franco Pellizotti     | Emanuele Sella      | Daniele Bennati           | Daniele Bennati                 | Morris Possoni            | Liquigas           | Gerolsteiner      |
| Etap 4 (Mark Cavendish)         | Franco Pellizotti     | Emanuele Sella      | Daniele Bennati           | Daniele Bennati                 | Morris Possoni            | Liquigas           | Gerolsteiner      |
| Etap 5 (Pawieł Brutt)           | Franco Pellizotti     | Emanuele Sella      | Daniele Bennati           | Daniele Bennati                 | Morris Possoni            | Liquigas           | Gerolsteiner      |
| Etap 6 (Matteo Priamo)          | Giovanni Visconti     | Emanuele Sella      | Daniele Bennati           | Daniele Bennati                 | Giovanni Visconti         | Astana             | Gerolsteiner      |
| Etap 7 (Gabriele Bosisio)       | Giovanni Visconti     | Emanuele Sella      | Daniele Bennati           | Daniele Bennati                 | Giovanni Visconti         | CSF Group-Navigare | Gerolsteiner      |
| Etap 8 (Riccardo Riccò)         | Giovanni Visconti     | Emanuele Sella      | Riccardo Riccò            | Riccardo Riccò                  | Giovanni Visconti         | CSF Group-Navigare | LPR Brakes-Ballan |
| Etap 9 (Daniele Bennati)        | Giovanni Visconti     | Emanuele Sella      | Daniele Bennati           | Daniele Bennati                 | Giovanni Visconti         | CSF Group-Navigare | Gerolsteiner      |
| Etap 10 ITT (Marzio Bruseghin)  | Giovanni Visconti     | Emanuele Sella      | Daniele Bennati           | Daniele Bennati                 | Giovanni Visconti         | Astana             | Astana            |
| Etap 11 (Alessandro Bertolini)  | Giovanni Visconti     | Emanuele Sella      | Daniele Bennati           | Daniele Bennati                 | Giovanni Visconti         | Astana             | Astana            |
| Etap 12 (Daniele Bennati)       | Giovanni Visconti     | Emanuele Sella      | Daniele Bennati           | Daniele Bennati                 | Giovanni Visconti         | Astana             | Astana            |
| Etap 13 (Mark Cavendish)        | Giovanni Visconti     | Emanuele Sella      | Daniele Bennati           | Daniele Bennati                 | Giovanni Visconti         | Astana             | Liquigas          |
| Etap 14 (Emanuele Sella)        | Gabriele Bosisio      | Emanuele Sella      | Daniele Bennati           | Daniele Bennati                 | Riccardo Riccò            | CSF Group-Navigare | Liquigas          |
| Etap 15 (Emanuele Sella)        | Alberto Contador      | Emanuele Sella      | Daniele Bennati           | Daniele Bennati                 | Riccardo Riccò            | CSF Group-Navigare | Liquigas          |
| Etap 16 ITT (Franco Pellizotti) | Alberto Contador      | Emanuele Sella      | Daniele Bennati           | Daniele Bennati                 | Riccardo Riccò            | CSF Group-Navigare | Liquigas          |
| Etap 17 (André Greipel)         | Alberto Contador      | Emanuele Sella      | Daniele Bennati           | Daniele Bennati                 | Riccardo Riccò            | CSF Group-Navigare | Liquigas          |
| Etap 18 (Jens Voigt)            | Alberto Contador      | Emanuele Sella      | Daniele Bennati           | Daniele Bennati                 | Riccardo Riccò            | CSF Group-Navigare | Liquigas          |
| Etap 19 (Wasil Kiryjenka)       | Alberto Contador      | Emanuele Sella      | Daniele Bennati           | Daniele Bennati                 | Riccardo Riccò            | CSF Group-Navigare | Liquigas          |
| Etap 20 (Emanuele Sella)        | Alberto Contador      | Emanuele Sella      | Daniele Bennati           | Daniele Bennati                 | Riccardo Riccò            | CSF Group-Navigare | Liquigas          |
| Etap 21 (Marco Pinotti)         | Alberto Contador      | Emanuele Sella      | Daniele Bennati           | Daniele Bennati                 | Riccardo Riccò            | CSF Group-Navigare | Liquigas          |
| Koniec                          | Alberto Contador      | Emanuele Sella      | Daniele Bennati           | Daniele Bennati                 | Riccardo Riccò            | CSF Group-Navigare | Liquigas          |

## Klasyfikacja końcowa

### Klasyfikacja generalna
|     | Nazwisko              | Kraj              | Drużyna                                         | Czas         |
| --- | --------------------- | ----------------- | ----------------------------------------------- | ------------ |
| 1   | Alberto Contador      | Hiszpania         | Team Astana                                     | 89 h 56' 49" |
| 2   | Riccardo Ricco        | Włochy            | Saunier Duval-Scott                             | + 1' 57"     |
| 3   | Marzio Bruseghin      | Włochy            | Lampre                                          | + 2' 54"     |
| 4   | Franco Pellizotti     | Włochy            | Liquigas                                        | + 2' 56"     |
| 5   | Dienis Mieńszow       | Rosja             | Rabobank                                        | + 3' 37"     |
| 6   | Emanuele Sella        | Włochy            | CSF Group-Navigare                              | + 4' 31"     |
| 7   | Jurgen Van den Broeck | Belgia            | Silence-Lotto                                   | + 6' 30"     |
| 8   | Danilo Di Luca        | Włochy            | LPR Brakes-Ballan                               | + 7' 15"     |
| 9   | Domenico Pozzovivo    | Włochy            | CSF Group-Navigare                              | + 7' 53"     |
| 10  | Gilberto Simoni       | Włochy            | Serramenti PVC Diquigiovanni-Androni Giocattoli | + 11' 03"    |
| 11  | Vincenzo Nibali       | Włochy            | Liquigas                                        | + 20' 14"    |
| 12  | Fortunato Baliani     | Włochy            | CSF Group-Navigare                              | + 20' 34"    |
| 13  | Tadej Valjavec        | Słowenia          | Ag2r-La Mondiale                                | + 24' 02"    |
| 14  | Gustav Erik Larsson   | Szwecja           | Team CSC                                        | + 27' 25"    |
| 15  | Paolo Savoldelli      | Włochy            | LPR Brakes-Ballan                               | + 30' 15"    |
| 16  | Félix Cárdenas        | Kolumbia          | Team Barloworld                                 | + 30' 42"    |
| 17  | Joaquim Rodríguez     | Hiszpania         | Caisse d’Épargne                                | + 41' 27"    |
| 18  | Levi Leipheimer       | Stany Zjednoczone | Team Astana                                     | + 45' 36"    |
| 19  | Paolo Bettini         | Włochy            | Quick Step                                      | + 47' 39"    |
| 20  | Mauricio Ardila       | Kolumbia          | Rabobank                                        | + 47' 43"    |
| ... | ...                   | ...               | ...                                             | ...          |
| 23  | Sylwester Szmyd       | Polska            | Lampre                                          | + 52' 31"    |

### Klasyfikacja górska
|   | Nazwisko          | Drużyna                | Punkty |
| - | ----------------- | ---------------------- | ------ |
| 1 | Emanuele Sella    | CSF Group-Navigare     | 136    |
| 2 | Wasil Kiryjenka   | Tinkoff Credit Systems | 63     |
| 3 | Fortunato Baliani | CSF Group-Navigare     | 48     |

### Klasyfikajca punktowa
|   | Nazwisko        | Drużyna             | Punkty |
| - | --------------- | ------------------- | ------ |
| 1 | Daniele Bennati | Liquigas            | 189    |
| 2 | Emanuele Sella  | CSF Group-Navigare  | 138    |
| 3 | Riccardo Riccò  | Saunier Duval-Scott | 131    |

### Klasyfikacja młodzieżowa
|   | Nazwisko              | Drużyna             | Czas         |
| - | --------------------- | ------------------- | ------------ |
| 1 | Riccardo Riccò        | Saunier Duval-Scott | 89 h 58' 46" |
| 2 | Jurgen Van den Broeck | Silence-Lotto       | + 4' 33"     |
| 3 | Vincenzo Nibali       | Liquigas            | + 18' 17"    |

### Klasyfikacja sprintów Expo Milano 2015
|   | Nazwisko          | Drużyna               | Punkty |
| - | ----------------- | --------------------- | ------ |
| 1 | Fortunato Baliani | CSF Group-Navigare    | 23     |
| 2 | Jérémy Roy        | La Française des Jeux | 19     |
| 3 | Daniele Bennati   | Liquigas              | 18     |

### Klasyfikacja walecznych
|   | Nazwisko          | Drużyna            | Punkty |
| - | ----------------- | ------------------ | ------ |
| 1 | Emanuele Sella    | CSF Group-Navigare | 75     |
| 2 | Daniele Bennati   | Liquigas           | 51     |
| 3 | Fortunato Baliani | CSF Group-Navigare | 46     |

### Klasyfikacja Azzurri d’Italia
|   | Nazwisko        | Drużyna            | Punkty |
| - | --------------- | ------------------ | ------ |
| 1 | Daniele Bennati | Liquigas           | 16     |
| 2 | Emanuele Sella  | CSF Group-Navigare | 15     |
| 3 | Mark Cavendish  | Team High Road     | 12     |

### Klasyfikacja Fuga Cervelo
|   | Nazwisko          | Drużyna            | Punkty |
| - | ----------------- | ------------------ | ------ |
| 1 | Fortunato Baliani | CSF Group-Navigare | 466    |
| 2 | Mickaël Buffaz    | Cofidis            | 464    |
| 3 | Emanuele Sella    | CSF Group-Navigare | 386    |

### Klasyfikacja Trofeo Fast Team
|   | Drużyna            | Kraj       | Czas          |
| - | ------------------ | ---------- | ------------- |
| 1 | CSF Group-Navigare | Włochy     | 268 h 52' 44" |
| 2 | Team Astana        | Kazachstan | + 43' 48"     |
| 3 | Liquigas           | Włochy     | + 1 h 00' 42" |

### Klasyfikacja Trofeo Super Team
|   | Drużyna            | Kraj       | Czas |
| - | ------------------ | ---------- | ---- |
| 1 | Liquigas           | Włochy     | 360  |
| 2 | Team Astana        | Kazachstan | 347  |
| 3 | CSF Group-Navigare | Włochy     | 340  |

### Klasyfikacja Fair Play
|   | Drużyna           | Kraj   | Czas |
| - | ----------------- | ------ | ---- |
| 1 | Lampre            | Włochy | 0    |
| 2 | Liquigas          | Włochy | 20   |
| 3 | LPR Brakes-Ballan | Włochy | 20   |

## Drużyny i zawodnicy
| Państwo           | Kod UCI | Nazwa                                           |
| ----------------- | ------- | ----------------------------------------------- |
| Francja           | ALM     | Ag2r-La Mondiale                                |
| Kazachstan        | AST     | Team Astana                                     |
| Wielka Brytania   | BAR     | Team Barloworld                                 |
| Hiszpania         | GCE     | Caisse d’Épargne                                |
| Francja           | COF     | Cofidis                                         |
| Irlandia          | CSF     | CSF Group-Navigare                              |
| Wenezuela         | SDA     | Serramenti PVC Diquigiovanni-Androni Giocattoli |
| Hiszpania         | EUS     | Euskaltel - Euskadi                             |
| Francja           | FDJ     | La Française des Jeux                           |
| Niemcy            | GST     | Team Gerolsteiner                               |
| Stany Zjednoczone | THR     | Team High Road                                  |
| Włochy            | LAM     | Lampre                                          |
| Włochy            | LIQ     | Liquigas                                        |
| Irlandia          | LPR     | LPR Brakes                                      |
| Belgia            | QST     | Quick Step                                      |
| Holandia          | RAB     | Rabobank                                        |
| Hiszpania         | SDV     | Saunier Duval-Scott                             |
| Belgia            | SIL     | Silence-Lotto                                   |
| Stany Zjednoczone | TSL     | Slipstream Chipotle presented by H30            |
| Dania             | CSC     | Team CSC                                        |
| Włochy            | MLM     | Team Milram                                     |
| Włochy            | TCS     | Tinkoff Credit Systems                          |

### Wykluczeni
|     | Etap | Nazwisko                          | Drużyna | Przyczyna                 |
| --- | ---- | --------------------------------- | ------- | ------------------------- |
| DNS | 1    | Ariel Richeze                     | CSF     | doping                    |
| DNS | 2    | Igor Astarloa                     | MLM     | problemy żołądkowe        |
| DNF | 2    | David Zabriskie                   | TSL     | kraksa                    |
| DNF | 3    | Bradley McGee                     | CSC     | złamany obojczyk          |
| DNS | 4    | Stuart O’Grady                    | CSC     | złamany obojczyk          |
| DNF | 4    | Dominique Cornu                   | SIL     |                           |
| DNF | 4    | Tom Stubbe                        | FDJ     |                           |
| DNS | 5    | Nick Nuyens                       | COF     | złamany obojczyk          |
| DNF | 6    | Enrico Poitschke                  | MLM     | rezygnacja                |
| DNF | 6    | Kevin De Weert                    | COF     | rezygnacja                |
| DNF | 6    | Rene Mandri                       | ALM     | kraksa                    |
| DNF | 7    | Alberto Loddo                     | TCS     | rezygnacja                |
| DNF | 7    | Jauhieni Hutarowicz               | FDJ     | rezygnacja                |
| DNF | 7    | Aitor Galdos Alonso               | EUS     | rezygnacja                |
| DNF | 7    | Patrick Calcagni                  | BAR     | rezygnacja                |
| DNF | 8    | Steve Morabito                    | AST     | kraksa                    |
| DNF | 8    | Sergio Ghisalberti                | MLM     |                           |
| DNF | 9    | Bingen Fernández                  | COF     |                           |
| DNF | 9    | Filippo Savini                    | CSF     | upadek                    |
| DNS | 11   | Francesco Bellotti                | BAR     |                           |
| DNS | 11   | Andrea Moletta                    | GST     |                           |
| DNS | 11   | Geert Steurs                      | SIL     |                           |
| DNF | 11   | Volker Ordowski                   | GST     |                           |
| DNF | 11   | Mauro Santambrogio                | LAM     | kraksa                    |
| DNF | 11   | Mauricio Soler                    | BAR     | ból ramienia              |
| DNF | 11   | Rik Verbrugghe                    | COF     |                           |
| DNS | 13   | Matteo Priamo                     | CSF     | złamany łokieć            |
| DNF | 13   | Fabio Sabatini                    | MLM     | rezygnacja                |
| DNS | 14   | Robbie McEwen                     | SIL     | rezygnacja                |
| DNS | 14   | Robert Förster                    | GST     | rezygnacja                |
| DNS | 14   | Davide Rebellin                   | GST     | rezygnacja                |
| DNS | 14   | Koldo Fernández                   | EUS     | rezygnacja                |
| DNF | 14   | Graeme Brown                      | RAB     | kraksa                    |
| DNF | 14   | Luciano André Pagliarini Mendonça | SDV     | kraksa                    |
| DNF | 14   | Mirco Lorenzetto                  | LAM     |                           |
| DNF | 14   | Oscar Gatto                       | GST     | rezygnacja                |
| DNF | 14   | Jonathan McCarty                  | TSL     |                           |
| DNF | 15   | Matthias Russ                     | GST     | rezygnacja                |
| DNF | 15   | Leonardo Piepoli                  | SDV     | upadek                    |
| DNF | 15   | Íñigo Landaluze                   | EUS     |                           |
| DNF | 15   | Christian Pfannberger             | BAR     |                           |
| DNF | 15   | Ermanno Capelli                   | SDV     |                           |
| DNF | 15   | Dario Cataldo                     | LIQ     |                           |
| HD  | 16   | Raivis Belohvoščiks               | SDV     | poza limitem czasu        |
| HD  | 16   | Mathew Hayman                     | RAB     | poza limitem czasu        |
| HD  | 16   | Paolo Bossoni                     | LAM     | poza limitem czasu        |
| HD  | 16   | Christopher Sutton                | TSL     | poza limitem czasu        |
| HD  | 16   | Lander Aperribay                  | EUS     | poza limitem czasu        |
| HD  | 16   | Thomas Fothen                     | GST     | poza limitem czasu        |
| DNF | 19   | Mickaël Chérel                    | FDJ     |                           |
| DNF | 19   | Dionisio Galparsoro               | EUS     |                           |
| DNS | 19   | Julian Dean                       | TSL     |                           |
| DNF | 20   | Andreas Klöden                    | AST     | infekcja dróg oddechowych |
| DNF | 20   | Kanstancin Siucou                 | THR     |                           |